# Le Pacte (entreprise)
 (novembre 2024).
 (juin 2022).
Pour les articles homonymes, voir Le Pacte.
Le Pacte est une société de distribution de films, créée en décembre 2007 par Jean Labadie et dite indépendante, c'est-à-dire non affiliée à un circuit d’exploitation, à un groupe industriel ou à une entreprise de télédiffusion.
Elle est, depuis sa création, l'une des plus importantes[Où ?] sociétés de distribution indépendante française avec un nombre d'entrées en 2019 à plus de 6.5 millions de spectateurs cumulés.
La société est aussi très attachée à la sortie en salles de cinéma, et distribue en moyenne plus de 20 films par an, majoritairement français.

## Historique

### Auteurs confirmés et nouveaux visages
Le Pacte accompagne des auteurs confirmés comme Ken Loach (Moi, Daniel Blake, Sorry we missed you), Arnaud Desplechin (Trois souvenirs de ma jeunesse, Roubaix une lumière), Hirokazu Kore-eda (Une affaire de famille, La vérité), Todd Haynes (Dark Waters), Rodrigo Sorogoyen (El Reino, Madre) Jim Jarmusch (Only Lovers Left Alive, Paterson), Nanni Moretti (Habemus Papam, Mia Madre), Matteo Garrone (Dogman, Tale of tales) ou Bong Joon-ho (Snowpiercer). 
La société soutient également des cinéastes moins connus, comme Ladj Ly (Les Misérables), Sean Baker (The Florida Project), Samir Guesmi (Ibrahim), Carlos Reygadas (Post Tenebras Lux), David Robert Mitchell (Under the Silver Lake), Arthur Harari (Onoda), Kornel Mundruczo (Delta) ou les frères D'Innocenzo (Storia di vacanze).

### Édition vidéo et succès publics vidéo et succès public
Le distributeur est également éditeur vidéo depuis 2015 et travaille sur des classiques du cinéma tels que les films de Federico Fellini (Il Bidone, Les Clowns, Prova d'orchestra), Luigi Comencini (Les Aventures de Pinocchio) ou Jean-François Stévenin (Mischka, Double Messieurs, Passe Montagne).
Au total, ce sont plus de 200 films que Le Pacte a distribués, parmi lesquels Drive (Nicolas Winding Refn), Médecin de campagne, Hippocrate, Première Année (Thomas Lilti), Les Misérables (Ladj Ly), Timbuktu (Abderrahmane Sissako), Minuscule - La vallée des fourmis perdues (Thomas Szabo et Hélène Giraud), Moi, Daniel Blake (Ken Loach), Une affaire de famille (Hirokazu Kore-eda) Victoria (Justine Triet), Visages, Villages (Agnès Varda et JR), Faites le mur ! (Banksy), La Communauté (Thomas Vinterberg), Valley of Love (Guillaume Nicloux), Saint Amour (Gustave Kervern et Benoît Delépine), La Belle Personne (Christophe Honoré).

## Principales sélections et distinctions de films distribués par Le Pacte

### Oscars
- Visages, Villages de Agnès Varda et JR : nomination à l'Oscar du meilleur documentaire 2017
- The Florida Project de Sean Baker : nomination à l'Oscar du meilleur acteur dans un second rôle 2017 pour Willem Dafoe
- Corps et âmes de Ildikó Enyedi : nomination à l'Oscar du meilleur film international 2017
- Parvana de Nora Twomey : nomination à l'Oscar du meilleur film d'animation 2019
- Une affaire de famille de Hirokazu Kore-eda : nomination à l'Oscar du meilleur film international 2019
- Tout est possible de John Chester : nomination à l'Oscar du meilleur documentaire 2020
- Les Misérables de Ladj Ly : nomination à l'Oscar du meilleur film international 2020
- Anatomie d'une chute de Justine Triet : lauréat de l'Oscar du meilleur scénario original 2024
- Anora de Sean Baker : lauréat de l'Oscar du meilleur film 2025

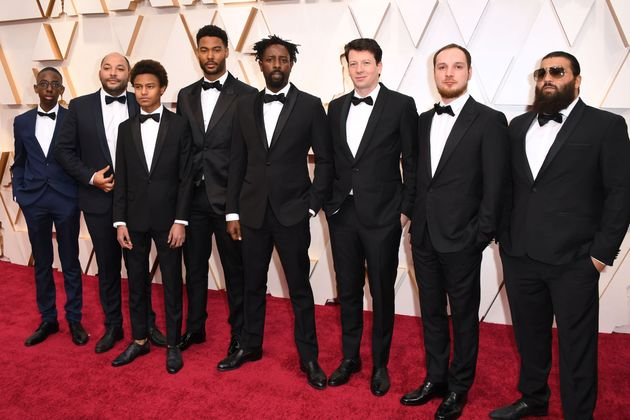
L'équipe du film Les Misérables sur le tapis rouge de la 92e cérémonie des Oscars.

### Festival de Cannes
- Timbuktu de Abderrahmane Sissako : Prix du Jury Œcuménique 2014 et Prix François-Chalais
- Mia Madre de Nanni Moretti : Prix du Jury Œcuménique 2015
- L'effet aquatique de Solveig Anspach : Prix SACD (Quinzaine des réalisateurs 2016)
- Baccalauréat de Cristian Mungiu : Prix de la mise en scène 2016
- Moi, Daniel Blake de Ken Loach : Palme d'Or 2016
- Une affaire de famille de Hirokazu Kore-eda : Palme d'Or 2018
- Dogman de Matteo Garrone : Prix d'interprétation masculine 2018 pour Marcello Fonte
- Les Misérables de Ladj Ly : Prix du jury 2019
- It Must Be Heaven de Elia Suleiman : Mention spéciale du jury 2019
- Anatomie d'une chute de Justine Triet : Palme d'Or 2023
- Anora de Sean Baker : Palme d'Or 2024

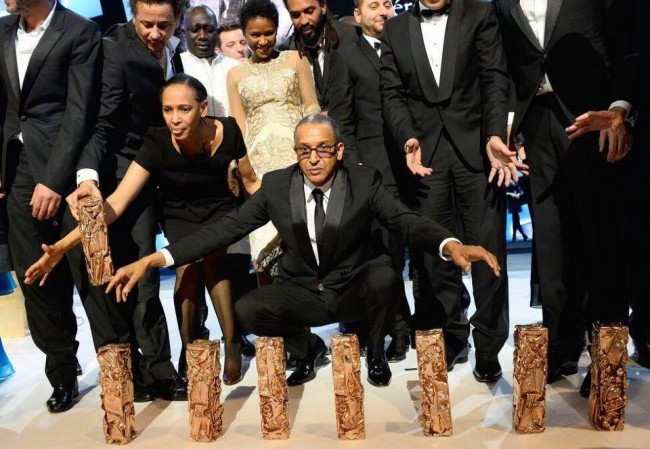
Le réalisateur Abderrahmane Sissako avec les sept César du film Timbuktu.

### César
- Timbuktu de Abderrahmane Sissako : 7 César 2015 dont meilleur film, meilleur réalisateur, meilleur scénario original, meilleure photographie, meilleure musique, meilleur son, meilleur montage
- Valley of love de Guillaume Nicloux : César de la meilleure photographie 2015
- L'effet aquatique de Solveig Anspach : César du meilleur scénario original 2016
- Moi, Daniel Blake de Ken Loach : César du meilleur film étranger 2017
- Une affaire de famille de Hirokazu Kore-eda : César du meilleur film étranger 2019
- Roubaix, une lumière de Arnaud Desplechin : César du meilleur acteur 2020 pour Roschdy Zem
- Les Misérables de Ladj Ly : 4 César 2020 dont meilleur film, prix du public, meilleur révélation masculine et meilleur montage
- Anatomie d'une chute de Justine Triet : 6 César 2024 dont meilleur film, meilleure actrice pour Sandra Hüller, meilleure réalisation, meilleur acteur dans un second rôle pour Swann Arlaud, meilleur scénario original et meilleur montage

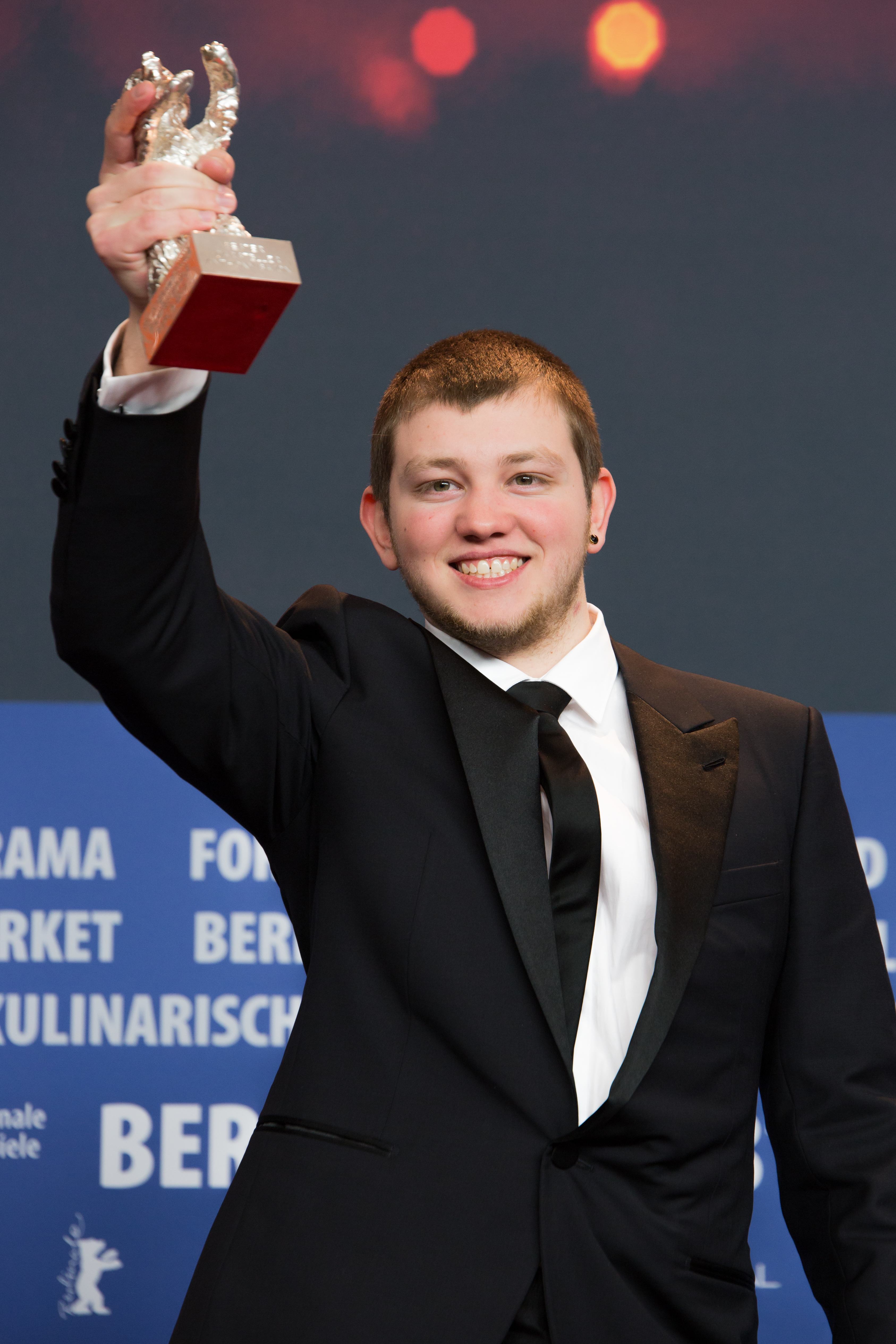
Anthony Bajon devient le septième acteur français à décrocher l'Ours du meilleur acteur à Berlin, en 2018.

### Festival de Berlin
- La Communauté de Thomas Vinterberg : Ours d'argent de la meilleure actrice 2016 pour Trine Dyrholm
- Corps et âmes de Ildikó Enyedi : Ours d'or 2017
- La prière de Cédric Kahn : Ours d'argent du meilleure acteur 2018 pour Anthony Bajon

### Festival de Venise
- La Région sauvage de Amat Escalante : Lion d'argent du meilleur metteur en scène 2017
- La vérité de Hirokazu Kore-eda : film d'ouverture 2019

## Box-office
Sources : cbo-boxoffice.com et le-pacte.com
| Rang | Titre                                     | Pays               | Réalisateur                  | Année | Entrées   |
| ---- | ----------------------------------------- | ------------------ | ---------------------------- | ----- | --------- |
| 1    | Les Misérables                            | France             | Ladj Ly                      | 2019  | 2 181 860 |
| 2    | Drive                                     | Etats-Unis         | Nicolas Winding Refn         | 2011  | 1 587 898 |
| 3    | Minuscule : La vallée des fourmis perdues | France             | Thomas Szabo & Hélène Giraud | 2014  | 1 552 713 |
| 4    | Médecin de campagne                       | France             | Thomas Lilti                 | 2016  | 1 511 258 |
| 5    | Anatomie d'une chute                      | France             | Justine Triet                | 2023  | 1 489 231 |
| 6    | Timbuktu                                  | Mauritanie, France | Abderrahmane Sissako         | 2014  | 1 260 760 |
| 7    | Première Année                            | France             | Thomas Lilti                 | 2018  | 1 014 821 |
| 8    | Moi, Daniel Blake                         | Royaume-Uni        | Ken Loach                    | 2016  | 955 737   |
| 9    | Hippocrate                                | France             | Thomas Lilti                 | 2014  | 954 723   |
| 10   | Rebelles                                  | France             | Allan Mauduit                | 2019  | 925 503   |
| 11   | Le tout nouveau testament                 | France, Belgique   | Jaco Van Dormael             | 2015  | 820 475   |

## Filmographie sélective[6]
- 2008 : La Belle Personne de Christophe Honoré
- 2008 : Gomorra de Matteo Garrone
- 2008 : Bronson de Nicolas Winding Refn
- 2009 : Ricky de François Ozon
- 2009 : Rec 2 de Jaume Balagueró, Paco Plaza
- 2010 : Faites le mur ! de Banksy
- 2010 : Rendez-vous l'été prochain de Philip Seymour Hoffman
- 2010 : Tournée de Mathieu Amalric
- 2011 : Drive de Nicolas Winding Refn
- 2011 : Habemus papam de Nanni Moretti
- 2011 : Poulet aux prunes de Marjane Satrapi et Vincent Paronnaud
- 2011 : Les Bien-aimés de Christophe Honoré
- 2011 : The Murderer de Na Hong-jin
- 2012 : Cherchez Hortense de Pascal Bonitzer
- 2012 : Reality de Matteo Garrone
- 2012 : La Part des anges de Ken Loach
- 2012 : I Wish : Nos vœux secrets de Hirokazu Kore-eda
- 2012 : Rec 3 Génesis de Paco Plaza
- 2013 : Tel père, tel fils de Hirokazu Kore-eda
- 2013 : Snowpiercer, le Transperceneige de Bong Joon-Ho
- 2013 : Diana de Oliver Hirschbiegel
- 2013 : Post Tenebras Lux de Carlos Reygadas
- 2013 : Sept Psychopathes de Martin McDonagh
- 2014 : Timbuktu de Abderrahmane Sissako
- 2014 : Rec 4 de Jaume Balagueró
- 2014 : Hippocrate de Thomas Lilti
- 2014 : Minuscule : La Vallée des fourmis perdues de Thomas Szabo et Hélène Giraud
- 2014 : Le Sel de la Terre de Win Wenders et Juliano Ribeiro Salgado
- 2014 : The Raid 2 de Gareth Evans
- 2014 : Zero Theorem de Terry Gilliam
- 2014 : Maps to the Stars de David Cronenberg
- 2014 : Only Lovers Left Alive de Jim Jarmusch
- 2014 : Aimer, boire et chanter de Alain Resnais
- 2015 : Valley of Love de Guillaume Nicloux
- 2015 : Mia madre de Nanni Moretti
- 2015 : Le Tout Nouveau Testament de Jaco Van Dormael
- 2015 : La isla mínima de Alberto Rodriguez
- 2015 : Tale of Tales de Matteo Garrone
- 2015 : Trois Souvenirs de ma jeunesse de Arnaud Desplechin
- 2015 : Jauja de Lisandro Alonso
- 2015 : Lost River de Ryan Gosling
- 2015 : The Voices de Marjane Satrapi
- 2016 : Médecin de campagne de Thomas Lilti
- 2016 : Moi, Daniel Blake de Ken Loach (Palme d'Or 2016)
- 2016 : Victoria de Justine Triet
- 2016 : Saint Amour de Benoît Delépine et Gustave Kervern
- 2016 : Paterson de Jim Jarmusch
- 2016 : Poesía sin fin de Alejandro Jodorowsky
- 2016 : The Neon Demon de Nicolas Winding Refn
- 2017 : La Communauté de Thomas Vinterberg
- 2017 : Visages, villages de Agnès Varda et JR
- 2017 : The Florida Project de Sean Baker
- 2017 : Que Dios nos perdone de Rodrigo Sorogoyen
- 2017 : Les Fantômes d'Ismaël de Arnaud Desplechin
- 2017 : Monsieur et Madame Adelman de Nicolas Bedos
- 2018 : Première Année de Thomas Lilti
- 2018 : Une affaire de famille de Hirokazu Kore-eda (Palme d'Or 2018)
- 2018 : Un amour impossible de Catherine Corsini
- 2018 : Dogman de Matteo Garrone
- 2018 : Roulez jeunesse de Julien Guetta
- 2018 : Place publique de Agnès Jaoui
- 2018 : La Prière de Cedric Kahn
- 2019 : It Must Be Heaven de Elia Suleiman (Mention spéciale du jury au Festival de Cannes)
- 2019 : Les Misérables de Ladj Ly (4 César dont Meilleur film, Prix du jury au Festival de Cannes, nommé à l'Oscar du meilleur film international)
- 2019 : Roubaix, une lumière de Arnaud Desplechin (César du meilleur acteur Roschdy Zem)
- 2019 : Sorry We Missed You de Ken Loach
- 2019 : El reino de Rodrigo Sorogoyen
- 2019 : Rebelles de Allan Mauduit
- 2019 : Pinocchio de Matteo Garrone (le film est finalement vendu à Amazon Prime Video en raison de la pandémie de Covid-19)
- 2019 : Dark Waters de Todd Haynes
- 2019 : Madre de Rodrigo Sorogoyen
- 2020 : La Fille au bracelet de Stéphane Demoustier
- 2020 : La Daronne de Jean-Paul Salomé
- 2020 : ADN de Maïwenn
- 2021 : Ibrahim de Samir Guesmi
- 2021 : Le Discours de Laurent Tirard
- 2021 : Tromperie de Arnaud Desplechin
- 2021 : Où est Anne Frank ! de Ari Folman
- 2021 : Tre piani de Nanni Moretti
- 2021 : La Fracture de Catherine Corsini
- 2021 : Flag Day de Sean Penn
- 2021 : Adieu Paris de Edouard Baer
- 2022 : Red Rocket de Sean Baker
- 2022 : Frère et Sœur d'Arnaud Desplechin
- 2022 : As bestas de Rodrigo Sorogoyen
- 2022 : Les Cinq Diables de Léa Mysius
- 2023 : La Syndicaliste de Jean-Paul Salomé
- 2023 : Jeanne du Barry de Maïwenn
- 2023 : Le Retour de Catherine Corsini
- 2023 : Un métier sérieux de Thomas Lilti
- 2023 : La Fiancée du poète de Yolande Moreau
- 2023 : Bâtiment 5 de Ladj Ly
- 2023 : Anatomie d'une chute de Justine Triet
- 2024 : Megalopolis de Francis Ford Coppola
- 2025 : Les Règles de l'art de Dominique Baumard